# 小野修 (陸軍軍人)
小野 修（おの おさむ、1894年（明治27年）7月11日 - 1952年（昭和27年）12月）は、大日本帝国陸軍軍人。最終階級は陸軍少将。功四級。兵科は歩兵科。

## 経歴
1894年（明治27年）に鹿児島県で生まれた。陸軍士官学校第28期卒業。1941年（昭和16年）3月に陸軍大佐に進級し、1942年（昭和17年）4月に支那駐屯歩兵第3連隊長（北支那方面軍・第27師団・第27歩兵団）に着任して天津に出動。その後関東軍隷下に編入され錦州に移駐した。1944年（昭和19年）には第11軍隷下に編入され、湘桂作戦に出動し、遂川、贛州を攻略。国民革命軍第58軍を撃砕するなど大なる戦果を収めた。
1945年（昭和20年）2月20日に第23軍司令部附となり、4月15日に歩兵第94旅団長（第23軍・第130師団）に着任。6月10日に陸軍少将に進級し、汕頭で討伐、警備に任じて終戦を迎えた。
1947年（昭和22年）11月28日、公職追放仮指定を受けた。